# Fédération internationale des ligues des droits de l’Homme
Die Fédération internationale des ligues des droits de l’Homme (FIDH) ist ein Dachverband von 188 Menschenrechtsorganisationen (Stand: Februar 2023) mit Sitz in Paris. Sie ist in 116 Staaten auf allen Erdteilen vertreten.
Die FIDH hat einen beratenden Status bei den Vereinten Nationen, der UNESCO und dem Europarat sowie Beobachterstatus bei der Afrikanischen Kommission für Menschenrechte und Rechte der Völker, der Internationalen Organisation der Frankophonie und der Internationalen Arbeitsorganisation.

## Geschichte
Die FIDH wurde 1922 von der Französischen Liga für Menschenrechte unter Beteiligung der Deutschen Liga für Menschenrechte und weiterer gleichgesinnter Organisationen gegründet.
1948 wirkten zwei Vertreter der FIDH, René Cassin und Joseph Paul-Boncour, an der Formulierung der „Allgemeinen Erklärung der Menschenrechte“ der Vereinten Nationen mit.

## Grundsätze
Die FIDH sieht sich als überparteilich, nicht konfessionell und von jeder Regierung unabhängig. Ihr Kernauftrag besteht darin, die Achtung aller Rechte zu fördern, die in der Allgemeinen Erklärung der Menschenrechte, dem Internationalen Pakt über bürgerliche und politische Rechte und dem Internationalen Pakt über wirtschaftliche, soziale und kulturelle Rechte verankert sind.
Jede nationale Liga, die der Föderation angeschlossen ist, bekennt sich zu den Grundsätzen, die in den französischen Deklarationen für Menschenrechte von 1789 und 1793 sowie in der Allgemeinen Deklaration von 1948 enthalten sind.
Jede nationale Liga macht es sich zur Aufgabe, für die Befolgung dieser Grundsätze in ihrem eigenen Lande und für deren strikte Durchführung im öffentlichen Leben und im Staats- und Haushaltungsapparat zu sorgen.

## Finanzierung
Die FDH wies im Jahr 2017 Einnahmen in Höhe von 8,880 Millionen Dollar und im Jahr 2018 in Höhe von 8,660 Millionen Dollar aus. Diese bestehen zu 63 % aus Spenden und Zuwendungen. Dem gegenüber standen Ausgaben in Höhe von 8,389 Millionen Dollar im Jahr 2018 und 8,823 Millionen Dollar im Jahr 2017 gegenüber.

## Präsidenten
Präsidenten der FIDH waren:
- 1948–1972: Joseph Paul-Boncour ( Frankreich)
- 1973–1977: André Boissarie ( Frankreich)
- 1977–1983: Daniel Mayer ( Frankreich)
- 1983–1986: Michel Blum ( Frankreich)
- 1986–1995: Daniel Jacoby ( Frankreich)
- 1995–2001: Patrick Baudouin ( Frankreich)
- 2001–2007: Sidiki Kaba ( Senegal)
- 2007–2013: Souhayr Belhassen ( Tunesien)
- 2013–2016: Karim Lahidji ( Iran)
- 2016–2019: Dimitris Christopoulos ( Griechenland)
- seit 2019: Alice Mogwe ( Botswana)